# Chiesa di San Grato (Piscina)
La chiesa di San Grato è la parrocchiale di Piscina, in città metropolitana e arcidiocesi di Torino; fa parte del distretto pastorale Torino Sud-Est

## Storia
Anticamente a Piscina sorgeva un oratorio dedicato anch'esso a San Grato, che nel 1609 fu sostituito da una nuova chiesa; questo edificio venne danneggiato nel 1695 da alcune truppe.
Nella seconda metà del XVIII secolo la chiesa si rivelò insufficiente a soddisfare le esigenze dei fedeli e, così, nel 1766 iniziarono i lavori di rifacimento; la nuova parrocchiale, disegnata da Giuseppe Gerolamo Buniva, venne visitata nel 1773 dall'arcivescovo Francesco Luserna Rorengo di Rorà, che la definì spaziosa ma non ancora ultimata.
L'evento sismico del 1808 lesioni la struttura, la quale venne riparata nel 1821; negli anni sessanta la parrocchiale fu adeguata alle norme postconciliari e all'inizio del XX secolo si provvide a restaurare il tetto.

## Descrizione

### Esterno
La facciata della chiesa, rivolta a ponente e rivestita in mattoni a faccia vista, si compone di tre corpi, ognuno dei quali suddiviso da una cornice marcapiano in due registri e scandito da lesene; la convessa parte centrale, coronata dal timpano triangolare, presenta il portale d'ingresso e un rosone di forma ovale e alcune nicchie, mentre le due ali laterali, più arretrate, sono caratterizzate dagli ingressi secondari, da altri rosoni ovali e da finestre quadrilobate.
Annesso alla parrocchiale è il campanile a base quadrata, la cui cella presenta su ogni lato una bifora ed è coperta dal tetto a quattro falde.

### Interno
L'interno dell'edificio si compone di un'unica navata, sulla quale si affacciano tre cappelle laterali per lato, introdotte da archi a tutto sesto, e le cui pareti sono scandite da lesene, sorreggenti le cornici sopra le quali si imposta la volta a botte; al termine dell'aula si sviluppa il presbiterio, rialzato di due gradini, delimitato da balaustre e chiuso dall'abside quadrata.
Qui sono conservate diverse opere di pregio, tra le quali i dipinti raffiguranti l'Apoteosi di San Grato, la Natività, Re David e Santa Cecilia, eseguiti nel 1880 dal Fauthier, e l'organo, costruito da Gioacchino Cancone nel 1809.